# Bormio
Bormio (retoromański: Buorm) – miejscowość i gmina we Włoszech, znajduje się w prowincji Sondrio, region Lombardia. W pobliżu znajdują się liczne wyciągi i trasy narciarskie należące do kompleksu Alta Valtellina. Inną atrakcją miasta są wody geotermalne wykorzystywane w ośrodku Terme di Bormio.

## Współpraca międzynarodowa
Miasta partnerskie Bormio:

 Bellpuig
 L'Alpe d'Huez

## Geografia
Bormio leży na górnym krańcu doliny Valtellina na wysokości 1225 m n.p.m., nieco poniżej żródeł rzeki Adda.

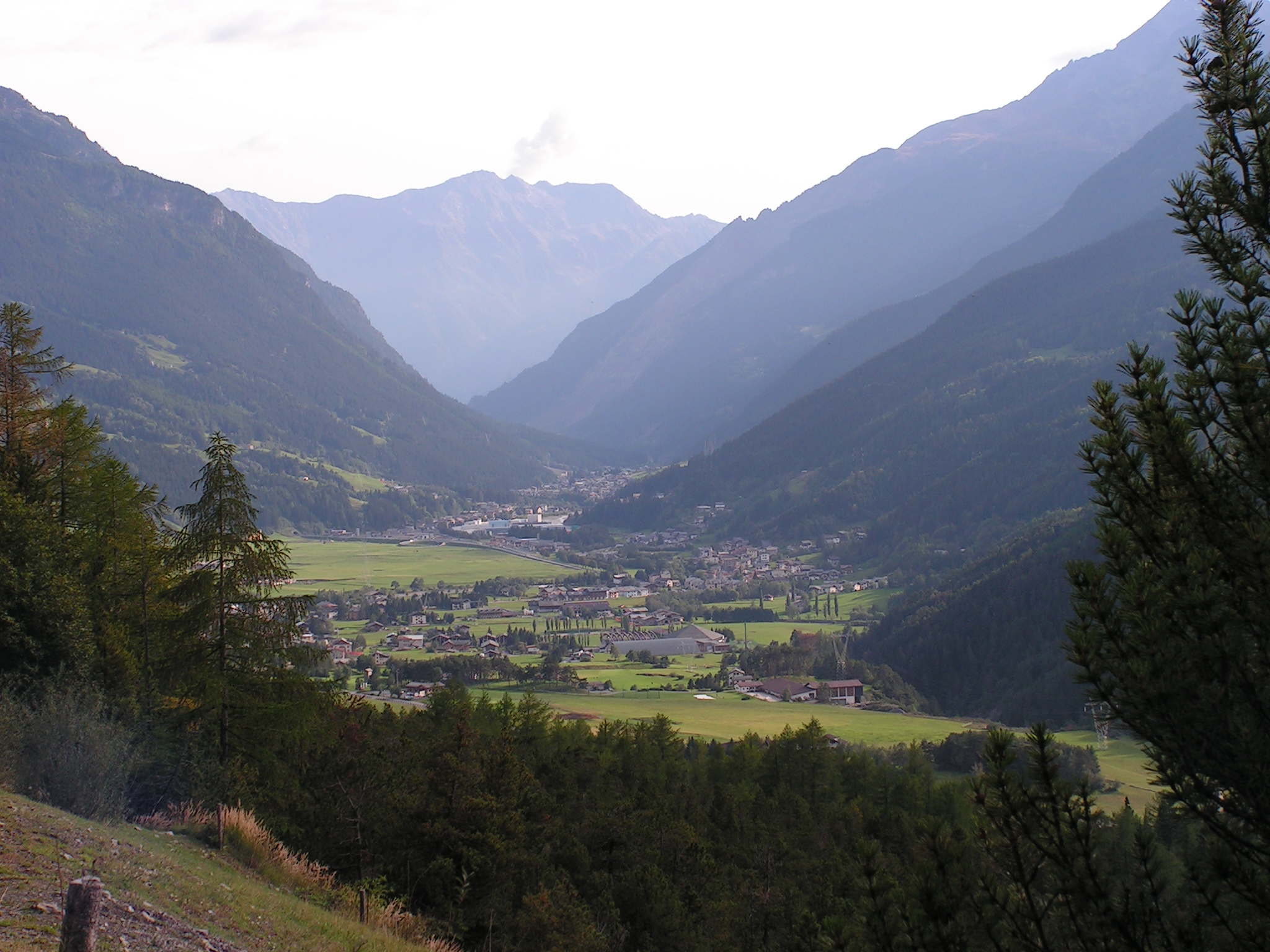
Bormio i przełęcz Stelvio

## Historia
Ze względu na źródła termalne Bormio jest atrakcją turystyczną już czasów Imperium rzymskiego - arystokracja przyjeżdżała do Bormio, by ciesząc oczy pięknymi widokami górskimi korzystać z term. Większość z tych kąpielisk nadal jest czynna.
Miasto jest położone o nieopodal Piazza Cavour i Via Roma, historycznych szlaków kupieckich, które prowadziły z Wenecji do Szwajcarii. W Bormio zachowało się unikalne średniowieczne centrum miasta, które przyciąga wielu turystów, głównie z Włoch - Mediolanu i innych miast.

## Narciarstwo alpejskie
Miasto było dwukrotnym gospodarzem mistrzostw świata w narciarstwie alpejskim w roku 1985 i w 2005 r. Ośrodek na obszarze 75 km² posiada 44 trasy narciarskie z łączną długością 50 km, o różnym stopniu trudności. Najdłuższa z nich ma długość 6 km, trasy obsługiwane są przez 14 wyciągów narciarskich. W kurorcie znajdują się także wypożyczalnie nart i szkółki narciarskie. Średnie roczne pokrycie śniegowe w Bormio wynosi 3 m.

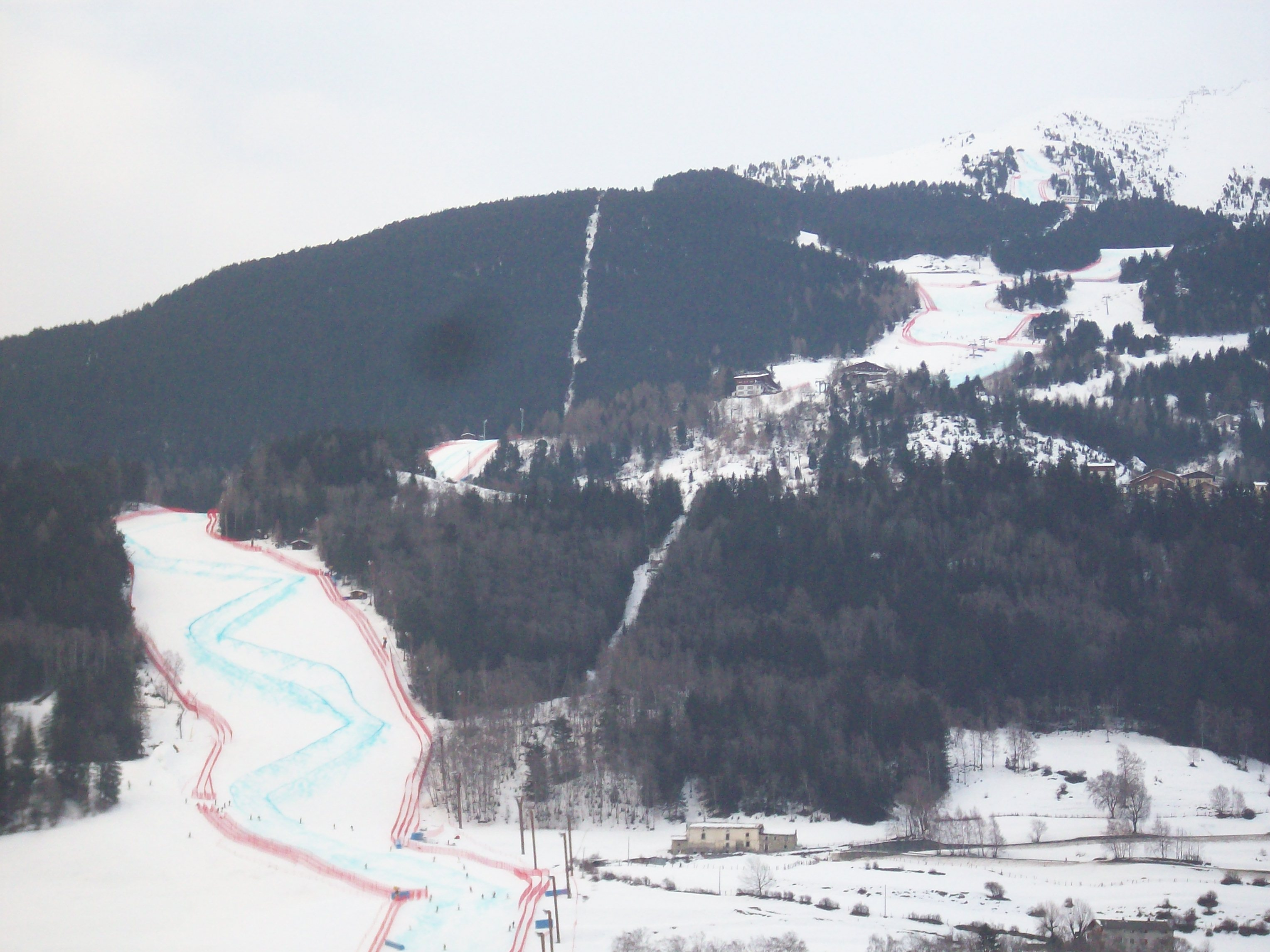
Trasa Stelvio

W Bormio regularnie odbywają się zawody pucharu świata w narciarstwie alpejskim. Trasa Stelvio (której nazwa wzięła się od przełęczy Stelvio) uważana jest za  jedną z najtrudniejszych tras do narciarstwa alpejskiego.

## Znani ludzie
- Roberta Pedranzini (włoska utytułowana skialpinistka) urodziła się w Bormio.